# Yousuf Karsh
Yousuf Karsh, adlad Karsh of Ottawa, född 23 december 1908 i Mardin, dåvarande Osmanska riket (i nuvarande Turkiet), död 13 juli 2002 i Boston, Massachusetts, var en kanadensisk fotograf av armeniskt ursprung, mest känd för sina porträtt.

## Galleri

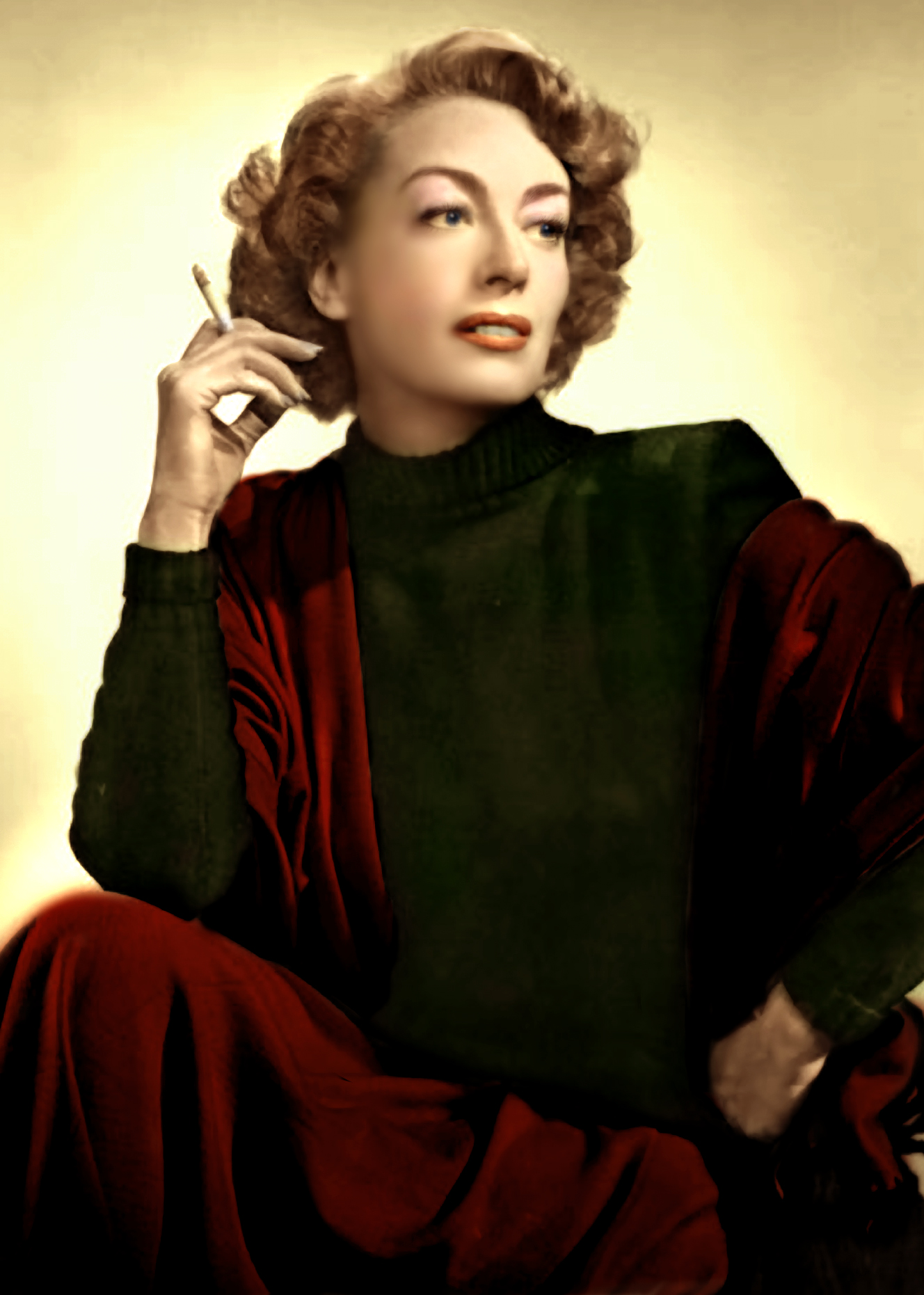
Joan Crawford
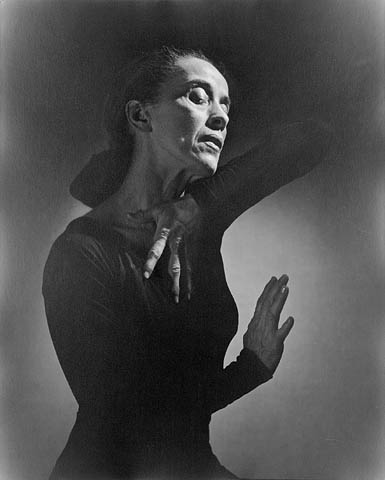
Martha Graham, 1948.
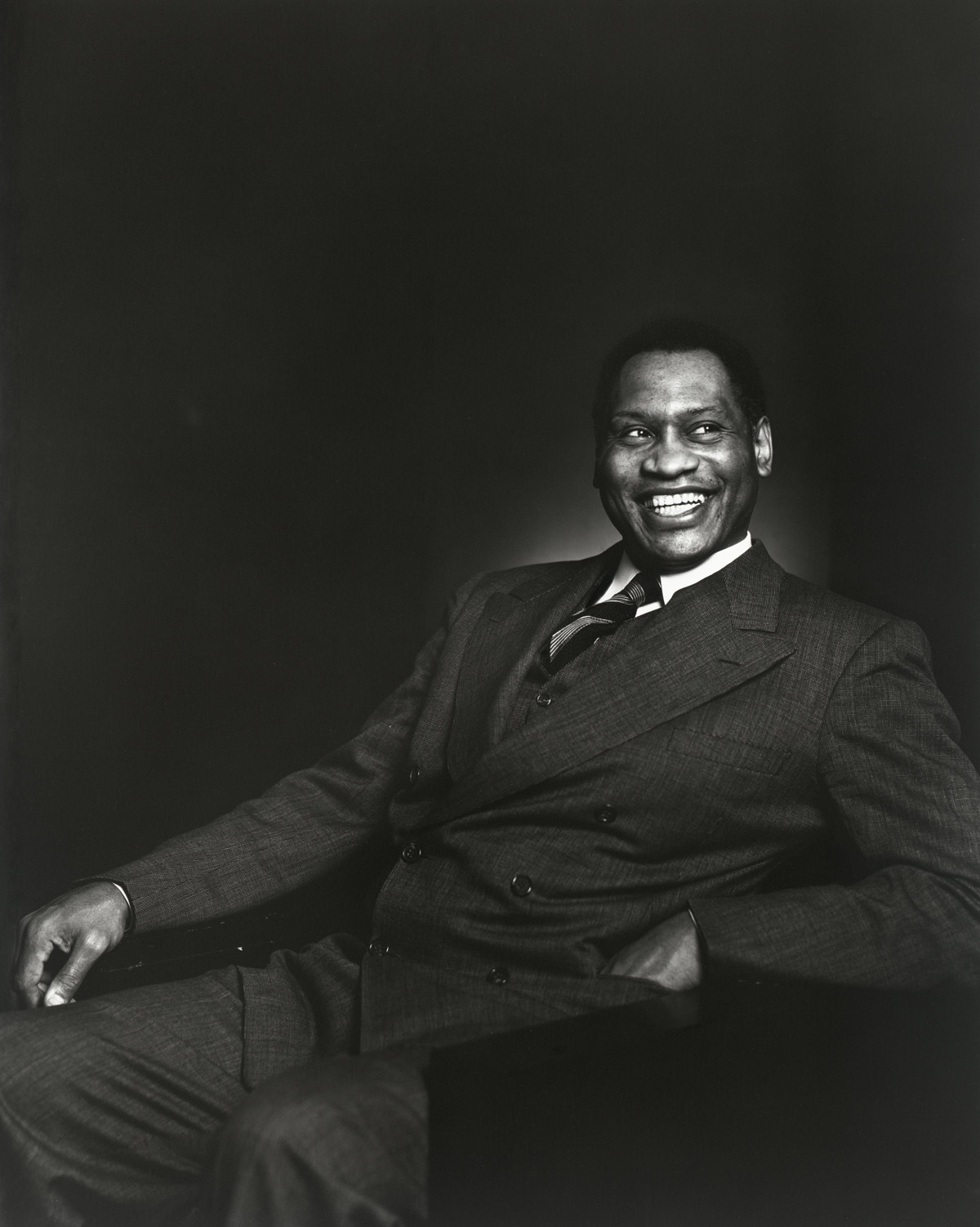
Paul Robeson, 1941.
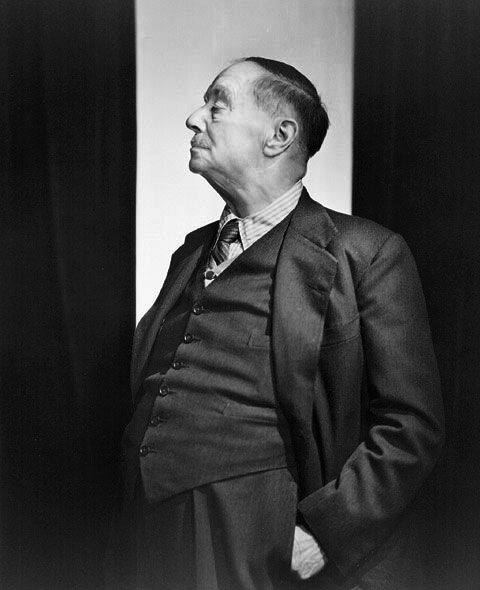
H.G. Wells, 1943.
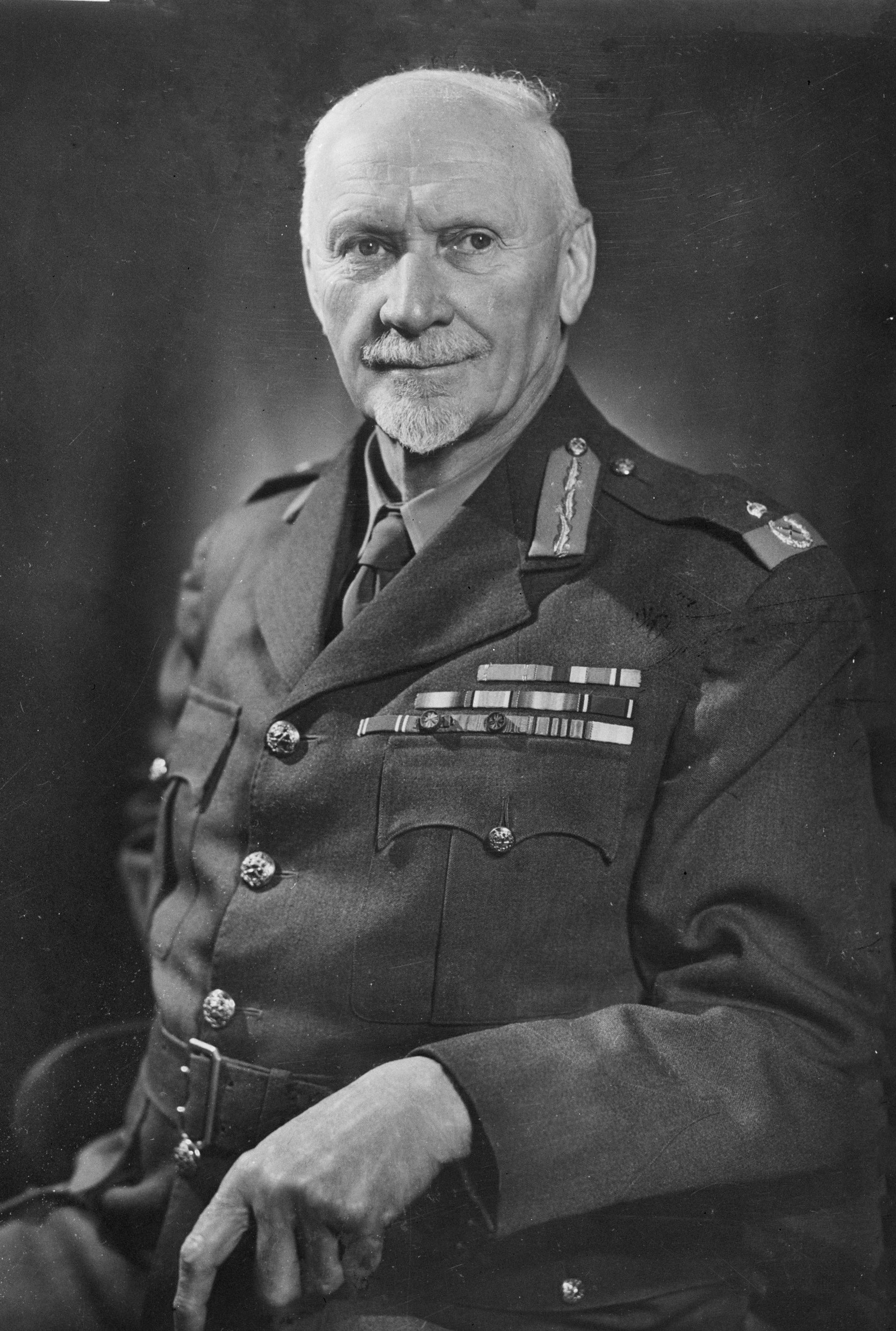
Jan Smuts, 1947.
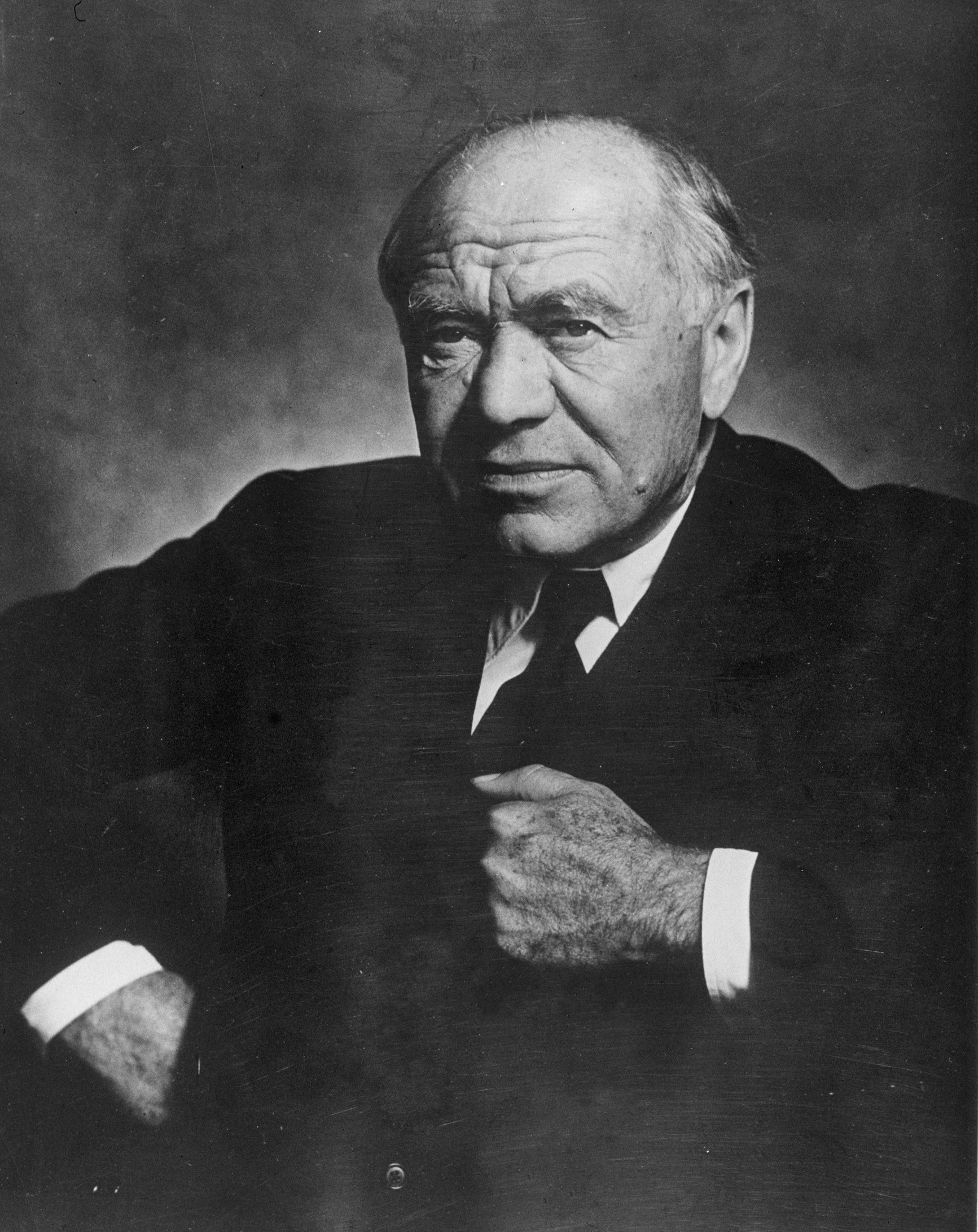
Lord Beaverbrook, 1947.